# Garphyttan (plaats)
Garphyttan is een plaats in de gemeente Örebro in het landschap Närke en de provincie Örebro län in Zweden. De plaats heeft 1557 inwoners (2005) en een oppervlakte van 173 hectare. De plaats ligt 16 kilometer ten noordwesten van de stad Örebro, in de buurt van het nationaal park Garphyttan.

## Verkeer en vervoer
Vroeger liep er een smalspoor naar Garphyttan vanuit het station van Latorpsbruk (gelegen op de spoorlijn Örebro - Svartå).